# Comités Olímpicos Europeos
Comités Olímpicos Europeos (en inglés: European Olympic Committees, EOC) es una organización internacional no gubernamental que está constituida por los comités olímpicos nacionales de Europa reconocidos oficialmente por el Comité Olímpico Internacional (COI). Su principal objetivo es la propagación y difusión de los principios olímpicos en Europa. Es una de las cinco organizaciones continentales de la Asociación de Comités Olímpicos Nacionales.
Tiene su sede en Roma (Italia) y cuenta en 2014 con la afiliación de 50 comités olímpicos nacionales.

## Historia
El impulso para formar una organización internacional de Comités Olímpicos Nacionales surgió de una idea presentada por el italiano Giulio Onesti, el belga Raoul Mollet y el suizo Raymond Gafner durante una reunión del COI celebrada en 1967 en Teherán (Irán). La idea se materializó con la creación de la Asociación de Comités Olímpicos Nacionales.
En 1968 se creó una asociación continental de comités nacionales, que tomó forma en 1969 en una reunión europea celebrada en Versalles (Francia). No fue hasta 1975 en Lisboa, Portugal, cuando la Asociación se dotó de sus propios estatutos con el nombre de Asociación de Comités Olímpicos Nacionales Europeos (ACNOCE).
Durante la década de 1980, las tareas y funciones de la ACNOE se ampliaron para incluir asuntos de actualidad y la organización de futuras ediciones de los Juegos. Fue también durante este periodo cuando los comités organizadores se convirtieron en invitados permanentes a las reuniones.
A principios de la década de 1990, tras la agitación política en Europa después de la caída del Muro de Berlín en Alemania, se formaron quince nuevos Comités Nacionales y se les dio la bienvenida a la Asociación, que entonces contaba con cuarenta y ocho miembros. En 1995, ACNOCE pasó a denominarse Comités Olímpicos Europeos (COE) y estableció una nueva oficina de representación en Lausana (Suiza), cerca de la sede del COI, mientras que la sede operativa permaneció en Italia.
El 8 de diciembre de 2012, en Roma, en Italia, se anunció la decisión de crear los Juegos Europeos, un evento multideportivo continental organizado cada cuatro años, a partir de la edición de 2015 organizada en Bakú, en Azerbaiyán.

## Eventos
Entre los eventos competitivos más importantes que el EOC organiza regularmente se encuentran:
- Juegos Europeos
- Festival Olímpico Juvenil de Europa

## Organización
La estructura jerárquica de la organización está conformada por el presidente, el secretario general y los vicepresidentes, el congreso (celebrado cada dos años), el cuerpo ejecutivo y los comités técnicos.

### Presidentes
| N.º | Periodo     | Nombre           | País      |
| --- | ----------- | ---------------- | --------- |
| 1   | 1969 – 1975 | Jean de Beaumont | Francia   |
| 2   | 1976 – 1979 | Bo Bengtson      | Suecia    |
| 3   | 1980 – 1987 | Franco Carraro   | Italia    |
| 4   | 1987 – 1988 | Kurt Heller      | Austria   |
| 5   | 1989 – 2001 | Jacques Rogge    | Bélgica   |
| 6   | 2001 – 2006 | Mario Pescante   | Italia    |
| 7   | 2006 – 2016 | Patrick Hickey   | Irlanda   |
| 8   | 2016 – 2020 | Janez Kocijančič | Eslovenia |
| 9   | 2021 –      | Spyros Capralos  | Grecia    |

### Estados miembros
En 2014 la EOC cuenta con la afiliación de 50 comités olímpicos nacionales de Europa.
| N.º | País                 | Código | Comité olímpico nacional                                         | Creado/Reconocido                                  | Miembro del COI | Página web                                               |
| --- | -------------------- | ------ | ---------------------------------------------------------------- | -------------------------------------------------- | --------------- | -------------------------------------------------------- |
| 1   | Albania              | ALB    | Comité Olímpico Nacional de Albania                              | 1958/1959                                          | Sí              |                                                          |
| 2   | Alemania             | GER    | Confederación Deportiva Olímpica Alemana                         | 1895                                               | Sí              |                                                          |
| 3   | Andorra              | AND    | Comité Olímpico Andorrano                                        | 1971/1975                                          | Sí              |                                                          |
| 4   | Armenia              | ARM    | Comité Olímpico Nacional de Armenia                              | 1990/1993                                          | Sí              |                                                          |
| 5   | Austria              | AUT    | Comité Olímpico Austríaco                                        | 1908/1912                                          | Sí              |                                                          |
| 6   | Azerbaiyán           | AZE    | Comité Olímpico Nacional de la República de Azerbaiyán           | 1992/1993                                          | Sí              |                                                          |
| 7   | Bélgica              | BEL    | Comité Olímpico e Interfederal Belga                             | 1906                                               | Sí              |                                                          |
| 8   | Bielorrusia          | BLR    | Comité Olímpico Nacional de la República de Bielorrusia          | 1991/1993                                          | Sí              |                                                          |
| 9   | Bosnia y Herzegovina | BIH    | Comité Olímpico de Bosnia y Herzegovina                          | 1992/1993                                          | Sí              |                                                          |
| 10  | Bulgaria             | BUL    | Comité Olímpico Búlgaro                                          | 1923/1924                                          | Sí              |                                                          |
| 11  | Chipre               | CYP    | Comité Olímpico Chipriota                                        | 1974/1978                                          | Sí              |                                                          |
| 12  | Croacia              | CRO    | Comité Olímpico Croata                                           | 1991/1993                                          | Sí              |                                                          |
| 13  | Dinamarca            | DEN    | Federación Deportiva de Dinamarca                                | 1905                                               | Sí              |                                                          |
| 14  | Eslovaquia           | SVK    | Comité Olímpico Eslovaco                                         | 1992/1993                                          | Sí              |                                                          |
| 15  | Eslovenia            | SLO    | Comité Olímpico Esloveno                                         | 1991/1993                                          | Sí              |                                                          |
| 16  | España               | ESP    | Comité Olímpico Español                                          | 1912                                               | Sí              |                                                          |
| 17  | Estonia              | EST    | Comité Olímpico Estonio                                          | 1923/1991                                          | Sí              |                                                          |
| 18  | Finlandia            | FIN    | Comité Olímpico Finlandés                                        | 1907                                               | Sí              |                                                          |
| 19  | Francia              | FRA    | Comité Nacional Olímpico y Deportivo Francés                     | 1894                                               | Sí              |                                                          |
| 20  | Georgia              | GEO    | Comité Olímpico Nacional Georgiano                               | 1989/1993                                          | Sí              |                                                          |
| 21  | Grecia               | GRE    | Comité Olímpico Helénico                                         | 1894/1895                                          | Sí              |                                                          |
| 22  | Hungría              | HUN    | Comité Olímpico Húngaro                                          | 1895                                               | Sí              |                                                          |
| 23  | Irlanda              | IRL    | Federación Olímpica de Irlanda                                   | 1922                                               | Sí              |                                                          |
| 24  | Islandia             | ISL    | Federación Deportiva y Olímpica de Islandia                      | 1921/1935                                          | Sí              |                                                          |
| 25  | Israel               | ISR    | Comité Olímpico de Israel                                        | 1933/1952                                          | Sí              |                                                          |
| 26  | Italia               | ITA    | Comité Olímpico Nacional Italiano                                | 1908/1915                                          | Sí              |                                                          |
| 27  | Kosovo               | KOS    | Comité Olímpico de Kosovo                                        | 1992/2014                                          | Sí              |                                                          |
| 28  | Letonia              | LAT    | Comité Olímpico Letón                                            | 1922/1991                                          | Sí              |                                                          |
| 29  | Liechtenstein        | LIE    | Comité Olímpico de Liechtenstein                                 | 1935                                               | Sí              |                                                          |
| 30  | Lituania             | LTU    | Comité Olímpico Nacional de Lituania                             | 1924/1991                                          | Sí              | Archivado el 6 de enero de 2008 en Wayback Machine.      |
| 31  | Luxemburgo           | LUX    | Comité Olímpico y Deportivo Luxemburgués                         | 1912                                               | Sí              |                                                          |
| 32  | Macedonia del Norte  | MKD    | Comité Olímpico de Macedonia del Norte                           | 1992/1993                                          | Sí              |                                                          |
| 33  | Malta                | MLT    | Comité Olímpico Maltés                                           | 1928/1936                                          | Sí              |                                                          |
| 34  | Moldavia             | MDA    | Comité Nacional Olímpico y Deportivo de la República de Moldavia | 1991/1993                                          | Sí              |                                                          |
| 35  | Mónaco               | MON    | Comité Olímpico Monegasco                                        | 1907/1953                                          | Sí              |                                                          |
| 36  | Montenegro           | MNE    | Comité Olímpico Montenegrino                                     | 2006/2007                                          | Sí              |                                                          |
| 37  | Noruega              | NOR    | Confederación Deportiva y Comité Olímpico y Paralímpico Noruego  | 1900                                               | Sí              |                                                          |
| 38  | Países Bajos         | NED    | Comité Olímpico Neerlandés y Confederación Deportiva Neerlandesa | 1912                                               | Sí              |                                                          |
| 39  | Polonia              | POL    | Comité Olímpico Polaco                                           | 1918/1919                                          | Sí              |                                                          |
| 40  | Portugal             | POR    | Comité Olímpico de Portugal                                      | 1909                                               | Sí              |                                                          |
| 41  | Reino Unido          | GBR    | Asociación Olímpica Británica                                    | 1905                                               | Sí              | Archivado el 30 de diciembre de 2009 en Wayback Machine. |
| 42  | República Checa      | CZE    | Comité Olímpico Checo                                            | 1899/1993                                          | Sí              |                                                          |
| 43  | Rumania              | ROM    | Comité Olímpico y Deportivo Rumano                               | 1914                                               | Sí              |                                                          |
| 44  | Rusia                | RUS    | Comité Olímpico Ruso                                             | 1912/1912 (restaurado en 1993, suspendido en 2023) | Suspendido      | Archivado el 24 de febrero de 2012 en Wayback Machine.   |
| 45  | San Marino           | SMR    | Comité Olímpico Nacional Sanmarinense                            | 1959                                               | Sí              |                                                          |
| 46  | Serbia               | SER    | Comité Olímpico de Serbia                                        | 1910/1912 (restaurado en 2006)                     | Sí              |                                                          |
| 47  | Suecia               | SWE    | Comité Olímpico de Suecia                                        | 1913                                               | Sí              |                                                          |
| 48  | Suiza                | SUI    | Swiss Olympic                                                    | 1912                                               | Sí              |                                                          |
| 49  | Turquía              | TUR    | Comité Olímpico Nacional Turco                                   | 1908/1911                                          | Sí              | Archivado el 16 de abril de 2008 en Wayback Machine.     |
| 50  | Ucrania              | UKR    | Comité Olímpico Nacional de Ucrania                              | 1990/1993                                          | Sí              |                                                          |

### Estados desaparecidos
| País                          | Código | Comité olímpico nacional                                                  | Creado/Reconocido | Disuelto |
| ----------------------------- | ------ | ------------------------------------------------------------------------- | ----------------- | -------- |
| Checoslovaquia                | TCH    | Comité Olímpico Checoslovaco                                              | 1919              | 1993     |
| República Democrática Alemana | GDR    | Comité Olímpico de Alemania Oriental                                      | 1951/1968         | 1990     |
| Serbia y Montenegro           | SCG    | Comité Olímpico de Serbia y Montenegro                                    | 2003              | 2006     |
| Unión Soviética               | URS    | Comité Olímpico Nacional de la Unión de Repúblicas Socialistas Soviéticas | 1951              | 1992     |
| Yugoslavia                    | YUG    | Comité Olímpico Yugoslavo                                                 | 1919/1920         | 2003     |